# 亀ヶ池八幡宮

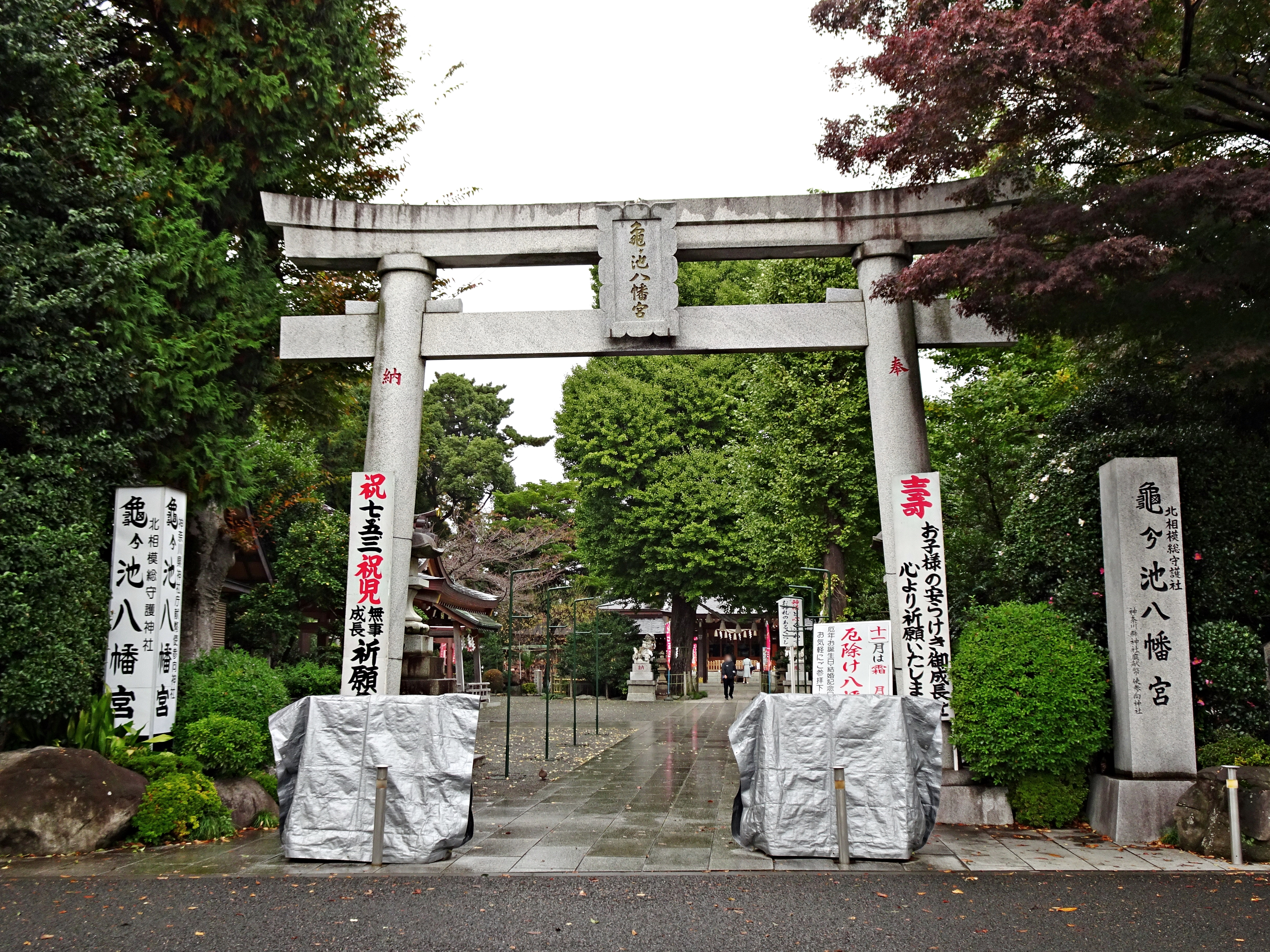
鳥居

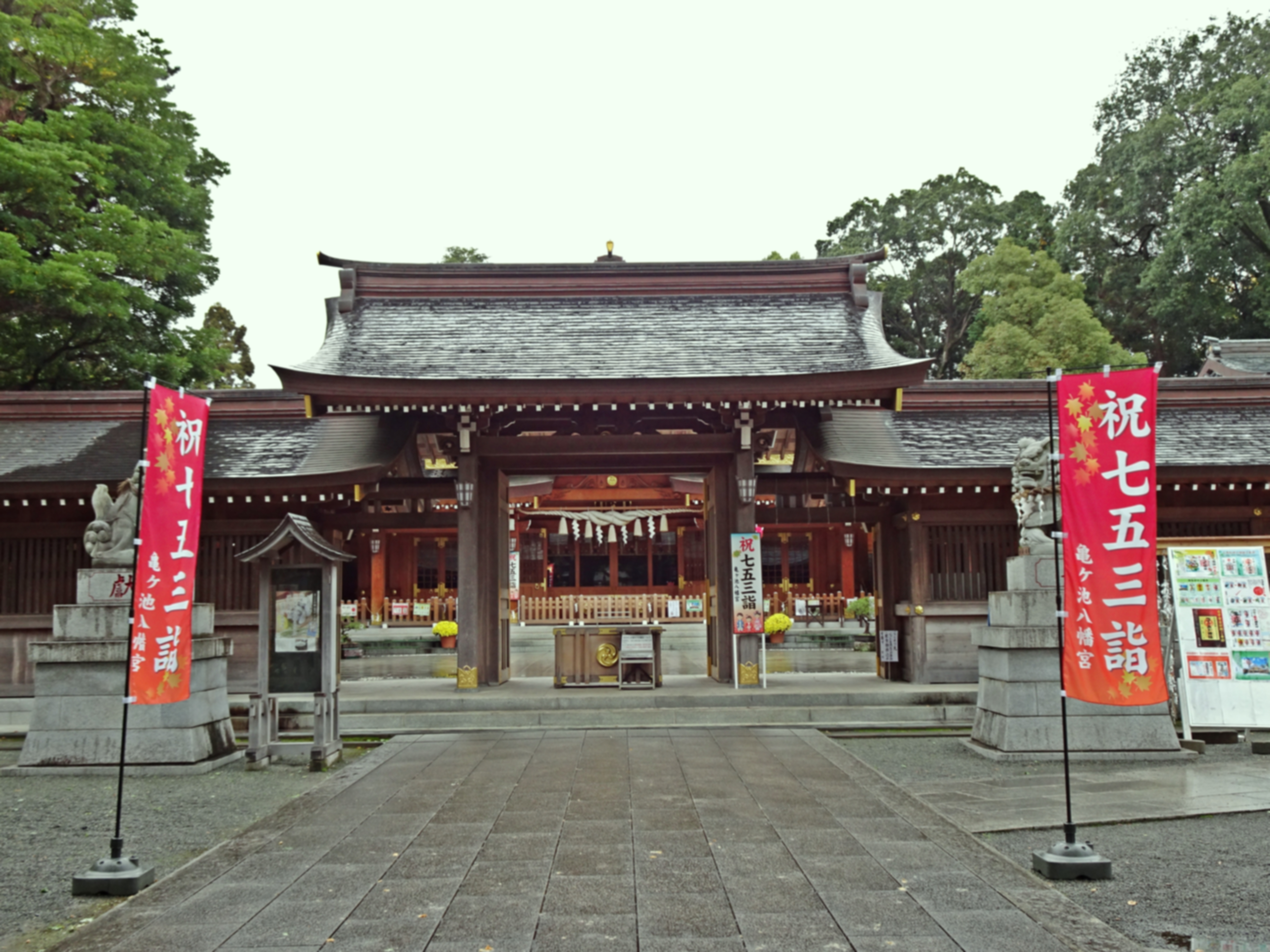
神門

亀ヶ池八幡宮（かめがいけはちまんぐう）は神奈川県相模原市にある神社。

## 祭神
主祭神
- 誉田別命

相殿神
- 比売神
- 神功皇后

配祀
- 天照皇大神
- 素盞嗚尊
- 保食神
- 建御名方神
- 火産皇神

## 社名
亀ヶ池の社名は往時より社殿の東崖下に池があり多数の亀が棲んでいたので、亀ヶ池八幡と呼ばれ、明治2年（1869年）に正式に亀ヶ池八幡宮と称した。

## 歴史
創建は不詳だが、元弘元年（1331年）頃とされている。康永二年（1343年）に社殿を建立。文禄、明暦、延宝、宝暦年間に社殿を再建。慶安2年（1649年）、徳川幕府より7石の朱印地を社領として賜る。1931年（昭和6年）に拝殿を新築、1974年（昭和49年）幣殿を改築。2014年（平成26年）8月に社殿竣功。

## 祭事・年中行事
- 1月1日 - 元旦祭
- 1月15日 - 成人祭
- 2月3日 - 節分祭
- 3月15日 - 春季例祭（春祭）
- 5月16日 - 式年祭（還暦大祭、60年に1回）
- 7月28日 - 八坂祭（天王様）
- 6月下旬または7月上旬	夏越大祓（茅の輪くぐり神事）
- 9月15日前後の土、日 - 秋季例大祭
- 11月15日 - 七五三
- 11月15日 - 秋季例祭
- 11月23日 - 新嘗祭
- 毎月1日1、15日 - 月次祭
- 12月31日 - 年越祭

## 所在地情報
所在地
- 神奈川県相模原市中央区上溝1678番地

交通
- 鉄道
  - 上溝駅（東日本旅客鉄道〈JR東日本〉相模線） - 徒歩で約12分
  - 番田駅（東日本旅客鉄道〈JR東日本〉相模線） - 徒歩で約13分